# مصطفی غلامی
مصطفی غلامی (زاده ۹ مرداد ۱۳۷۵) پژوهشگر سینما، کارگردان، نویسنده و تهیه‌کننده فیلم کوتاه اهل ایران است. وی دارای مدرک تحصیلی کارشناسی‌ارشد رشتهٔ‌ی کارگردانی سینما است. او برای فیلم کوتاه برگشت نامزد دریافت جایزه «بهترین فیلم از نگاه تماشاگران» و برنده «جایزه ذکر ویژه» از جشنواره بین‌المللی بیگ‌سین لندن شده است؛ این جشنواره هرساله زیرنظر سازمان ملل متحد برگزار می‌شود؛ همچنین وی برای فیلم کوتاه ساعت هشت نامزد دریافت جایزه بهترین فیلم کوتاه از شانزدهمین جشنواره بین‌المللی فیلم هانوفر آلمان شده است.

## تحصیلات
غلامی دارای مدرک تحصیلی کارشناسی‌ارشد رشتهٔ‌ی کارگردانی سینما از دانشکده هنر و معماری کمال‌الملک نوشهر است؛ وی از دانشجویان اساتید برجسته‌ای همچون دکتر احمد الستی، دکتر علی روحانی و دکتر کاظم نظری بوده است؛ وی «نقد و تحلیل تصویر» را نزد دکتر الستی آموخت، سپس در آذر ماه ۱۴۰۰ به همراه وی به عنوان استاد راهنما از پایان‌نامه خود دفاع نمود و فارغ‌التحصیل شد؛ وی چندین مقاله پژوهشی دارد. او همچنین دارای گواهینامه تصویربرداری از سازمان فنی‌وحرفه‌ای کشور، دارای گواهینامه خلبانی پهپاد از سازمان هواپیمایی کشوری، و عضو خانه سینما است.

## آثار

### فیلم‌شناسی[۲][۴]
| سال  | عنوان            | کارگردان | نویسنده | تهیه‌کننده | یادداشت‌ها                             |
| ---- | ---------------- | -------- | ------- | --------- | ------------------------------------- |
| ۱۳۹۶ | این یک تصور نیست | آری      | آری     | آری       | فیلم کوتاه                            |
| ۱۳۹۶ | شکار تلخ         | آری      | آری     | آری       | فیلم کوتاه                            |
| ۱۳۹۶ | مسیر اشتباه      | آری      | آری     | آری       | فیلم کوتاه                            |
| ۱۳۹۷ | وصال             | آری      | آری     | آری       | فیلم کوتاه                            |
| ۱۳۹۷ | برگشت            | آری      | آری     | آری       | فیلم کوتاه                            |
| ۱۳۹۸ | طلوع سبز         | آری      | آری     | آری       | فیلم کوتاه                            |
| ۱۳۹۸ | رهگذر            | آری      | آری     | آری       | فیلم کوتاه                            |
| ۱۳۹۸ | گُل               | آری      | آری     | آری       | مستند کوتاه                           |
| ۱۳۹۹ | ریچ              | آری      | نه      | آری       | فیلم کوتاه                            |
| ۱۴۰۰ | ساعت هشت         | آری      | نه      | آری       | فیلم کوتاه، تهیه‌کننده و تدوینگر مشترک |

### بازیگری
- نمایش میدانی فصل شیدایی[۹][۱۰]

## جوایز و نامزدی‌ها
| فستیوال                        | سال  | بخش                  | فیلم     | نتیجه    | منبع               |
| ------------------------------ | ---- | -------------------- | -------- | -------- | ------------------ |
| فستیوال بین‌المللی بیگ‌سین لندن  | ۲۰۱۹ | جایزه ذکر ویژه       | برگشت    | برنده    | [ ۳ ] [ ۵ ]        |
| فستیوال بین‌المللی بیگ‌سین لندن  | ۲۰۱۹ | جایزه ویژه تماشاگران | برگشت    | نامزدشده | [ ۳ ] [ ۵ ]        |
| شانزدهمین فستیوال هانوفر آلمان | ۲۰۲۱ | بهترین فیلم کوتاه    | ساعت هشت | نامزدشده | [ ۸ ] [ ۱ ] [ ۱۱ ] |

### اکران و انتخاب‌های رسمی[۳]

#### فیلم کوتاه ساعت هشت
- منتخب دهمین جشنواره بین‌المللی فیلم "WideScreen" تورنتو، کانادا
- منتخب سیزدهمین جشنواره بین‌المللی فیلم "RNAP" برزیل[۱۲][۱۳][۱۴]
- منتخب سیزدهمین جشنواره بین‌المللی فیلم "OIBFF" کره‌جنوبی
- منتخب ششمین جشنواره بین‌المللی فیلم "Duemila30" ایتالیا
- منتخب پنجمین جشنواره بین‌المللی فیلم "ESMoA" کالیفرنیا[۱۵][۱۶]
- منتخب نهمین جشنواره بین‌المللی فیلم کوتاه «First-Time Filmmaker Sessions» انگلستان

#### فیلم کوتاه برگشت
- منتخب ششمین جشنواره بین‌المللی فیلم‌های ۶۰ ثانیه‌ای "60SIFF" پاکستان
- منتخب هفتمین جشنواره بین‌المللی فیلم کوتاه "First-Time Filmmaker Sessions" انگلستان
- منتخب سومین جشنواره بین‌المللی فیلم کوتاه کمتر از ۳ دقیقه‌ای "Wirksworth" انگلستان
- منتخب سومین جشنواره بین‌المللی فیلم‌های ۶۰ ثانیه‌ای "ESMoA" کالیفرنیا آمریکا[۱۷]
- منتخب ششمین جشنواره بین‌المللی فیلم کوتاه زنان هرات "Hiwff" افغانستان[۱۸]
- منتخب سیزدهمین جشنواره بین‌المللی فیلم کوتاه "Grand Off" لهستان[۱۹]
- منتخب هشتمین جشنواره بین‌المللی فیلم‌های ۶۰ ثانیه‌ای "Mister vorky" صربستان[۲۰][۲۱][۲۲][۲۳][۲۴]
- منتخب سیزدهمین جشنواره بین‌المللی "LABRFF" لس‌آنجلس آمریکا[۲۵][۲۶]
- منتخب اولین جشنواره بین‌المللی "ONIRICA" ایتالیا[۲۷]

## بازخورد
مصطفی غلامی پژوهشگر سینما، معتقد است سینمای کوتاه در پرورش خلاقیت فیلم‌سازان نقش بسازیی دارد. وی در گفتگو با خبرگزاری ایسنا اظهار داشت:
«در سینمای کوتاه، فیلم‌ساز با محدودیت‌هایی مانند زمان کوتاه، بودجه محدود و امکانات فنی محدود مواجه است. همین محدودیت‌ها باعث می‌شود که فیلم‌ساز به دنبال راه‌های نوآورانه برای بیان ایده‌های خود باشد و در نتیجه آثار خلاقانه‌ای خلق کند، چراکه فیلم‌ساز با محدودیت مواجه شده و محدودیت نیز خلاقیت می‌آورد. این چالش‌ها و محدودیت‌ها در پرورش خلاقیت فیلم‌سازان کوتاه نقش به‌سزایی دارند. وی با تأکید بر ارتباط تنگاتنگ بین سینمای کوتاه و خلاقیت، معتقد است که این نوع سینما، فضایی را برای فیلم‌سازان فراهم می‌کند تا با استفاده از حداقل امکانات، حداکثر تأثیر را بر مخاطب بگذارند؛ در واقع سینمای کوتاه برابر است با خلاقیت و خلاقیت برابر است با تلنگر!؛ او معتقد است آن چیزی که مخاطب را تحت ثاثیر قرار داده تلنگر ناشی از خلاقیت است که در نهایت مخاطب را حیرت‌زده می‌کند. در سینمای کوتاه محدودیت، مولد خلاقیت و سینمای کوتاه دریچه‌ای به دنیای خلاقیت است. سینمای کوتاه یک حرکت و رفتار است، این نوع سینما با استفاده از اشارات و نمادها، مفاهیم را به‌صورت فشرده و تأثیرگذار به مخاطب منتقل می‌کند. سینمای کوتاه به‌عنوان یک فرم هنری مستقل، فضایی را برای فیلم‌سازان فراهم می‌کند تا با استفاده از خلاقیت و نوآوری، آثار تأثیرگذاری خلق کنند. محدودیت‌های موجود در این نوع سینما نه تنها مانعی برای فیلمسازان نیست، بلکه باعث پرورش خلاقیت و خلق آثار بدیع می‌شود. فیلم‌های کوتاه با بیان موجز و تأثیرگذار خود، می‌توانند مفاهیم عمیقی را به مخاطب منتقل کنند و در ذهن آن‌ها ماندگار شوند.» وی در ادامه در خصوص تولید آثار سفارشی گفت: «نکته مهمی که به آن باور دارم و لازم است به آن اشاره کنم این است که یک اثر هنری نمی‌تواند به صورت سفارشی‌تولید شده باشد. چیزی که به مراتب در سینمای ایران دیده می‌شود؛ در واقع یک اثر سفارشی نمی‌تواند یک اثر هنری تلقی شود؛ چرا که یک اثر هنری برگرفته از جهان‌بینی فیلمساز است، اما در اثر سفارشی شما محکوم به پیش‌بُرد داستانی از پیش تعیین شده هستید. در صورتی که خلق یک اثر هنری در جایگاه والایی قرار دارد. فیلم‌ساز زمانی می‌تواند یک اثر هنری خلق کند که طرح آن بر اساس تفکرات خویش پیش برود، درست مثل شاعری که شعر می‌نویسد. امروزه در سینما مشاهده می‌کنیم که ترغیب اصلی فیلم‌سازان تولید آثار سفارشی با محوریت خاص بوده یا اینکه فیلمی بدون فرم و محتوا صرفاً برای فروش در گیشه تولید شده‌اند.»
همچنین این پژوهشگر جوان و دغدغه‌مند در گفتگو با خبرگزاری شهرآرا نیز عنوان کرد:
«فیلم‌ساز هر اثری را که خلق می‌کند، متأثر از زندگی شخصی و جهان پیرامون خود است. گاهی ایده‌ها برگرفته از شرایط اجتماعی و گاهی با نگاهی تاریخی شکل می‌گیرند. یک اثر هنری حد و مرز ندارد و بازتابی از تلقی و جهان‌بینی ذهنی فیلم‌ساز است.»
وی در گفتگو با خبرگزاری پانا نیز در رابطه با سینمای کوتاه گفت:
«سینمای کوتاه یک زبانی موجز است که با استفاده از حداقل عناصر، مفاهیم پیچیده و عمیقی را به مخاطب منتقل می‌کند. این نوع سینما با استفاده از اشارات و نمادها، مفاهیم را به‌صورت فشرده و تأثیرگذار به مخاطب منتقل می‌کند؛ در سینمای کوتاه به دلیل خلاقیت و نوآوری حاکم ممکن است فیلم‌ساز داستان را متوقف کند و در تصویر فضا سازد یا اینکه در شخصیت‌پردازی از عنصر جایگزینی برای خلق شخصیت استفاده کند، اما در مقابل در سینمای بلند فیلم بیشتر بر اساس داستان و فیلمنامه پیش می‌رود و عنصر همنشینی (انسان) جای خودش را به عنصر جانشینی (شمع) نمی‌دهد.»